# Жепники
Жепники (пол. Rzepniki) — село в Польщі, у гміні Заблудів Білостоцького повіту Підляського воєводства.
Населення — 137 осіб (2011).
У 1975-1998 роках село належало до Білостоцького воєводства.

## Демографія
Демографічна структура станом на 31 березня 2011 року:
|          | Загалом | Допрацездатний вік | Працездатний вік | Постпрацездатний вік |
| -------- | ------- | ------------------ | ---------------- | -------------------- |
| Чоловіки | 68      | 6                  | 39               | 23                   |
| Жінки    | 69      | 5                  | 29               | 35                   |
| Разом    | 137     | 11                 | 68               | 58                   |